# Soumen
Soumen (素麺 eller 索麺), koreansk somyeon, er fine, lange, runde, hvide spaghetti af boghvede- eller hvedemel med kort kogetid. De har en sød smag sammenlignet med udon-nudler.
Soumen spises sammen med dampkogte grøntsager, lidt stegt tofu og nori marineret med sojasovs og misosuppe men også koldt med salat. Soumen er også populært som dessert, hvor de spises formet som små reder sammen med kokosmælk og frisk frugt.